# 趙惟憲
趙惟憲（979年—1016年）是北宋時的宗室、宋太祖孫兒、秦康惠王趙德芳的次子，宋仁宗的堂兄，獲封英國公。其五世孫為宋孝宗，六世孫為宋光宗，七世孫為宋寧宗。

## 家庭
妻宋氏（？-1010），大中祥符三年正月卒。
和氏（991-1046），和凝孫女，和（山皋）之女，封徐國夫人
1. 長子荣王赵从式
2. 次子内殿崇班赵从戎
3. 三子新兴侯赵从郁
4. 四子礼宾副使赵从演
5. 五子内殿崇班赵从戒
6. 六子内殿崇班赵从湜
7. 七子供奉官赵从贲